# Trận Timor
Trận Timor diễn ra tại Timor thuộc Bồ Đào Nha và Timor thuộc Hà Lan trên đảo Timor trong Chiến tranh thế giới thứ hai. Quân đội Nhật Bản đánh chiếm hòn đảo này từ ngày 19 tháng Hai năm 1942 và bị kháng cự bởi một lực lượng nhỏ và trang bị kém của quân Đồng Minh – được gọi là Lực lượng Chim sẻ – phần lớn đến từ Úc, Anh quốc và Đông Ấn thuộc Hà Lan. Sau ba ngày chiến đấu, quân Nhật đã buộc phần lớn quân Đồng Minh phải đầu hàng, tuy nhiên vài trăm biệt kích Australia tiếp tục tiến hành chiến dịch đột kích phi quy ước. Họ được hỗ trợ bởi máy bay và tàu thủy phần lớn đặt căn cứ tại Darwin, Australia khoảng 650 km về phía Đông Nam qua Biển Timor. Trong các trận chiến sau đó, người Nhật chịu tổn thất nặng, nhưng cuối cùng họ vẫn đủ sức kìm chế quân Úc.
Trận Timor tiếp diễn đến tận ngày 10 tháng Hai năm 1943 khi lực lượng Úc cuối cùng triệt thoái khỏi hòn đảo, làm cho họ là lực lượng trên bộ của Đồng Minh cuối cùng rút khỏi Đông Nam Á sau các cuộc tấn công của Nhật Bản năm 1941 – 1942. Kết quả là nguyên một sư đoàn Nhật Bản bị đứng chân tại chỗ trên đảo Timor trong hơn sáu tháng, làm cho lực lượng này không thể triển khai tiếp ở một nơi khác. Mặc dù Bồ Đào Nha đứng trung lập trong chiến tranh, nhưng nhiều người dân Timor thuộc Bồ Đào Nha và người Âu Bồ Đào Nha vẫn đánh lại Nhật Bản cùng với Đồng Minh hoặc hỗ trợ họ với thức ăn, nơi ẩn nấp và những thứ khác. Vài người Timor tiến hành kháng cự sau khi người Úc rút đi tuy phải trả giá đắt và hàng chục ngàn người Timor đã thiệt mạng trong sự chiếm đóng của Nhật Bản mà kéo dài đến khi chiến tranh kết thúc năm 1945.

## Bối cảnh
Cho đến cuối năm 1941, đảo Timor được phân chia chính trị giữa hai thế lực thực dân: Bồ Đào Nha ở phía Đông với thủ phủ Dili và phần đất Ocussi bị chia tách nằm ở phần Tây, còn Hà Lan ở phía Tây với trung tâm hành chính tại Kupang. Lực lượng phòng thủ của Hà Lan gồm 500 người tập trung ở Kupang, trong khi đó lực lượng Bồ Đào Nha tại Dili chỉ khoảng 150 người. Tháng Hai năm 1941, chính phủ Úc và Hà Lan đồng ý với nhau rằng trong trường hợp Nhật Bản tham gia Chiến tranh thế giới thứ hai trong phe Trục, Úc sẽ cung cấp quân lính và máy bay để củng cố Timor thuộc Hà Lan. Bồ Đào Nha vẫn giữ vị thế trung lập. Như vậy, sau cuộc tấn công của Nhật Bản tại Trân Châu Cảng, một lực lượng nhỏ Australia – được biết đến với tên Lực lượng Chim sẻ - đến Kupang vào ngày 12 tháng Mười Hai năm 1941.  Trong cùng thời gian, hai đơn vị tương đương của Úc cũng được gửi đến củng cố Ambon và Rabaul.
Lực lượng Chim sẻ lúc đầu được chỉ huy bởi Trung tá William Leggatt, và bao gồm Tiểu đoàn 2/40th, một đơn vị biệt kích – Đại đội độc lập số 2 – dưới quyền Thiếu tá Alexander Spence, và một khẩu đội pháo phòng thủ bờ biển, tổng cộng khoảng 1400 quân. Bên cạnh đó, quân Đông Ấn thuộc Hà Lan tại Timor dưới quyền Trung tá Nico van Straten bao gồm Tiểu đoàn đồn trú Timor và các vùng phụ thuộc, một đại đội từ Tiểu đoàn bộ binh số VIII, một đại đội bộ binh dự bị, một trung đội súng máy từ Tiểu đoàn bộ binh XIII và một khẩu đội pháo binh. Lực lượng hỗ trợ đường không bao gồm 12 máy bay ném bom hạng nhẹ Lockheed Hudson thuộc phi đoàn số 2, Không lực hoàng gia Australia. Lực lượng Chim sẻ ban đầu được triển khai quanh Kupang, và sân bay quan trọng chiến lược Penfui ở góc Tây Nam của hòn đảo, trong khi các đơn vị khác đóng ở Klapalima, Usapa Besar và Babau, trong khi một căn cứ hậu cần được đặt xa hơn về phía Đông tại Champlong.
Cho đến thời điểm đó, Chính phủ Bồ Đào Nha khước từ sự hợp tác với phe Đồng Minh, căn cứ trên tuyên bố trung lập và dự định gửi 800 quân tinh nhuệ từ Mozambique đến Timor để chống lại một cuộc tấn công giả định của Nhật Bản. Dù sao, điều này làm cho sườn quân Đồng Minh bị đe dọa nghiêm trọng, và vào ngày 17 tháng Mười Hai một đội quân hỗn hợp Hà Lan – Úc gồm 400 người tiến đến chiếm đóng Timor thuộc Bồ Đào Nha. Để phản ứng lại, Thủ tướng Bồ Đào Nha kháng nghị các chính phủ Đồng Minh, trong khi thống đốc Timor thuộc Bồ Đào Nha tuyên bố ông ấy đã bị bắt để duy trì sự trung lập. Phần lớn quân Hà Lan và toàn bộ Đại đội độc lập 2/2nd sau đó di chuyển sang Timor thuộc Bồ Đào Nha và dàn thành nhiều nhóm nhỏ trong cả khu vực.
Timor thuộc Bồ Đào Nha trung lập ban đầu không nằm trong danh sách mục tiêu chiến tranh của người Nhật, nhưng sau cuộc chiếm đóng nói trên của Đồng Minh, sự trung lập đã bị vi phạm nên Nhật Bản quyết định đánh chiếm khu vực này.</ref>
Chính phủ Bồ Đào Nha và Anh quốc đã đạt được thỏa thuận về sự rút lui của lực lượng Đồng Minh khỏi Timor thuộc Bồ Đào Nha, thay vào bằng sự gửi quân của Bồ Đào Nha đến thay thế họ. Ngày 28 tháng Một năm 1942, lực lượng Bồ Đào Nha xuất phát từ Mozambique hướng đến Timor nhưng không kịp đến trước cuộc tấn công của Nhật Bản.

## Các sự kiện khơi mào
Tháng Một năm 1942, lực lượng Đồng Minh trên đảo Timor trở thành mắt xích then chốt trong "Hàng rào Malay", phòng ngự bởi liên quân ngắn hạn Mĩ-Anh-Hà Lan-Australia dưới quyền chỉ huy của Tướng Sir Archibald Wavell. Sĩ quan hỗ trợ Úc được tăng viện đến Kupang vào 12 tháng Hai, bao gồm William Veale, người trở thành chỉ huy lực lượng Đồng Minh tại Timor. Trong thời gian này, nhiều thành viên của Lực lượng Chim sẻ do chưa quen với điều kiện nhiệt đới mắc sốt rét và một số bệnh khác. Sân bay Penfui ở Timor thuộc Hà Lan cũng trở thành một mắt xích đường hàng không quan trọng cho lực lượng Australia và Hoa Kì chiến đấu ở Philippines dưới quyền Tướng Douglas MacArthur. Penfui bị không quân Nhật tấn công vào 26 và 30 tháng Một 1942, dù sao các cuộc không kích bị cản trở bởi phòng không Anh quốc và các tiêm kích P-40 của Mĩ, 11 trong số đó xuất kích từ Darwin. Sau đó , 500 quân Hà Lan và Khẩu đội phòng không hạng nhẹ số 79 của Anh đến củng cố cho Timor, trong khi một lực lượng tăng viện Mĩ – Úc được lên kế hoạch đến hòn đảo vào tháng Hai.
Trong khi ấy, Rabaul thất thủ vào tay Nhật vào 23 tháng Một, sau đó là Ambon vào 3 tháng Hai. Sau đó, vào 16 tháng Hai, một đoàn công voa chuyển quân tăng viện (Tiểu đoàn tình nguyện 2/4th của Úc và Tiểu đoàn Pháo binh số 49 của Mĩ) và hậu cần đến Kupang – hộ tống bởi tàu tuần dương hạng nặng USS Houston, khu trục hạm USS Peary và hai tàu tuần tra HMAS Swan và Warrego – chịu cuộc không kích mãnh liệt của Nhật Bản và buộc phải quay lại Darwin mà không thể cập cảng ở Timor. Lực lượng Chim sẻ không thể củng cố hơn thêm và trong khi Nhật Bản tiến lên hoàn thành công cuộc đánh chiếm Đông Ấn thuộc Hà Lan, Timor trở thành mục tiêu hoàn toàn hợp lí tiếp theo.

## Trận đánh

### Nhật Bản đánh chiếm Timor thuộc Bồ Đào Nha, 19-20 tháng Hai 1942

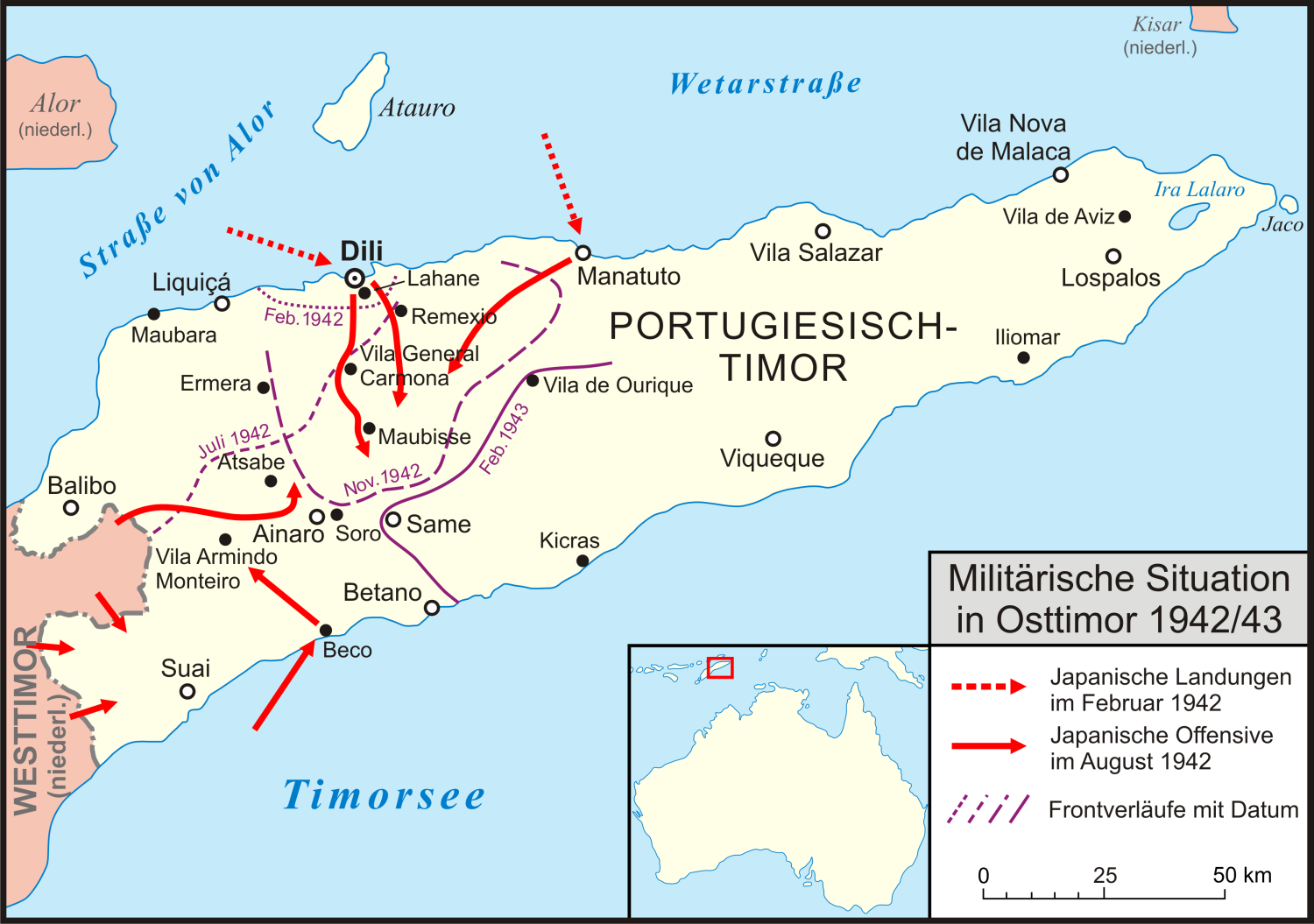
Diễn biến chiến sự tại Timor thuộc Bồ Đào Nha 1942-1943

Trong đêm 19 rạng 20 tháng Hai năm 1942, 1500 quân Nhật thuộc  Trung đoàn 228, Sư đoàn 38, Quân đoàn XVI, dưới quyền Đại tá Sadashichi Doi, bắt đầu đổ bộ lên Dili. Ban đầu, các tàu thủy chở quân của Nhật bị nhầm với tàu chở quân Bồ Đào Nha dự kiến củng cố, quân Đồng Minh bị bất ngờ. Tuy thế, Đồng Minh được chuẩn bị tốt, và lực lượng đồn trú bắt đầu cuộc rút lui có kỉ luật và được yểm trợ bằng lực lượng biệt kích Úc đóng ở sân bay. Theo người Úc, 200 quân Nhật bị tiêu diệt bởi biệt kích trong những giờ đầu của trận đánh nhưng phía Nhật lại cho rằng họ chỉ tổn thất có 7 người.
Một đơn vị biệt kích khác của Úc, kém may mắn hơn, rơi vào vòng vây của Nhật một cách tình cờ. Mặc dù đã đầu hàng nhưng quân Nhật đã tàn sát tất cả trừ một người (theo nhà sử học quân sự Brad Manera). Bị Nhật áp đảo, lực lượng Úc còn lại rút về phía Nam và phía Đông vào vùng núi nội địa. Van Straten và 200 quân Đông Ấn thuộc Hà Lan tiến về phía ranh giới Tây Nam.

### Nhật Bản đổ bộ lên Timor thuộc Hà Lan, 19-20 tháng Hai 1942

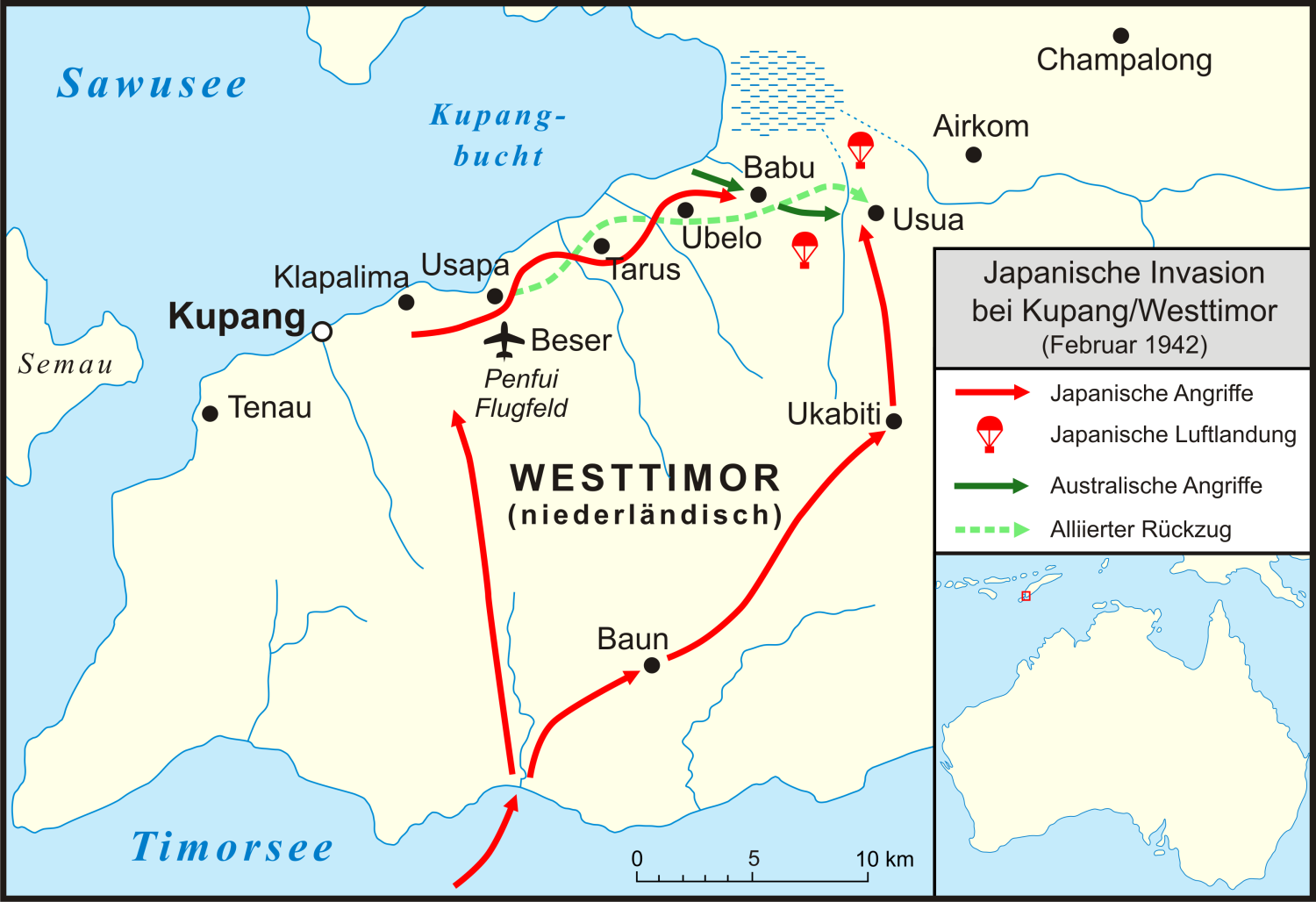
Diễn biến chiến sự tại Timor thuộc Hà Lan

Cùng đêm đó, quân Đồng Minh ở Timor thuộc Hà Lan cũng hứng chịu những cuộc không kích mãnh liệt, nó làm cho không quân Australia rút về nước. Tiếp theo sau cuộc bỏ bom, phần lớn trung đoàn 228 của Nhật gồm 2 tiểu đoàn tất cả khoảng 4000 người đổ bộ lên phía sông Paha ở Tây Nam hòn đảo, nơi mà không được phòng thủ.  Năm xe tăng siêu nhẹ Type 94 cũng đổ bộ lên để yểm trợ bộ binh. Quân Nhật tiến về phía Bắc, cắt rời các vị trí Hà Lan ở phía Tây và tấn công các vị trí của Tiểu đoàn 2/40th ở Penfui. Một đại đội Nhật Bản thọc sâu về phía Đông Bắc tới Usua, nhằm chia cắt cuộc rút lui của quân Đồng Minh. Phản ứng lại, Sở chỉ huy Lực lượng Chim sẻ ngay lập tức di chuyển xa hơn về phía Đông, hướng Champlong.
Leggatt ra lệnh phá hủy sân bay, nhưng đường lui của Đồng Minh hướng Champlong đã bị cắt bởi 300 lính thủy đánh bộ nhảy dù Nhật thuộc Lực lượng Đổ bộ đặc biệt Hải quân Yokosuka số 3 đổ bộ đường không xuống gần Usua, 22 km phía Đông Kupang. Lính dù Nhật đánh chiếm Usua và triển khai các vị trí phòng thủ ở một ngọn đôi gần đó mà có thể bao quát con đường chính đến Usua. Sở chỉ huy Lực lượng Chim sẻ tiếp tục di chuyển về phía Đông, và quân của Leggatt tiến hành cuộc tấn công liên tục và ác liệt nhằm vào quân dù, thậm chí bằng lưỡi lê, nhằm nhanh chóng tràn tới vị trí của Nhật. Đến sáng 23 tháng Hai, Tiểu đoàn 2/40th đã tiêu diệt tất cả lính dù Nhật trốn vào rừng già (trừ hai người). Lực lượng Chim sẻ tiếp tục cuộc triệt thoái về Champlong, nhưng vào cuối buổi sáng hôm đó, hậu quân của đoàn công voa bị tăng siêu nhẹ Nhật Bản tấn công. Cuộc tấn công tạm dừng khi một cặp máy bay ném bom Nhật cố oanh tạc đoàn công voa nhưng lại bỏ bom nhầm tốp tăng siêu nhẹ, làm 3 chiếc tăng siêu nhẹ bị phá hủy. Trong buổi chiều, họ bị vây bởi một tiểu đoàn Nhật Bản. Trong tình thế thiếu đạn dược, suy kiệt và nhiều người thương nặng, Leggatt chấp nhận yêu cầu đầu hàng từ người Nhật tại Usua. Tiểu đoàn 2/40th có 84 người chết và 132 bị thương trong cuộc chiến, và gấp 2 lần số đó chết khi là tù binh chiến tranh trong hai năm rưỡi sau đó. Veale và Sở chỉ huy Lực lượng Chim sẻ - bao gồm 290 lính Úc và Hà Lan tiếp tục vượt biên giới sang phía Đông và hợp binh với Đại đội độc lập 2/2.

### Biệt kích Australia tiếp tục kháng cự, tháng Hai – tháng Tám 1942
Đến cuối tháng Hai năm 1942, Nhật Bản đã kiểm soát phần lớn Timor thuộc Hà Lan và phần bao quanh Dili ở phía Đông Bắc. Lúc sao, lực lượng Australia vẫn trụ ở phía Nam và phía Đông hòn đảo. Đại đội độc lập 2/2nd được huấn luyện đặc biệt theo phong cách đặc công và có kĩ sư và điện báo viên riêng, mặc dù họ thiếu xe cộ và vũ khí nặng. Biệt kích Úc ẩn vào sau các dãy núi của Timor thuộc Bồ Đào Nha và từ đó họ tiến hành các cuộc đột kích nhằm vào quân Nhật, dựa vào sự giúp đỡ của người địa phương.
Trong các hoạt động quân sự khá là nhỏ như thế, thuyền kayak gấp quân sự được đưa vào sử dụng bởi Lực lượng Chim sẻ và các Đại đội độc lập, khi họ có thể sau đó thâm nhập tốt hơn vào các vùng đông đúc và màu mỡ ven biển để theo dõi địch quân, đột kích và giải cứu tù binh mà để lộ thông tin ít nhất có thể. Tại Timor, lần đầu tiên trong lịch sử Đông Nam Á thuyền kayak gấp được dùng cho chiến tranh.
Mặc dù các quan chức Bồ Đào Nha – dưới quyền Thống đốc Manuel Ferreira de Carvalho vẫn tiếp tục tuyên bố trung lập và phụ trách các vấn đề dân sự, nhưng người Âu Bồ Đào Nha và dân Đông Timor địa phương có thiện cảm với Đồng minh, do đó họ có thể dùng hệ thống điện thoại địa phương để liên lạc nội bộ và lấy tin tức tình báo về các hoạt động của Nhật Bản. Dù sao, quân Đồng Minh ban đầu không vận hành thiết bị vô tuyến và không thể liên lạc với Australia nhằm thông báo về sự tiếp tục kháng cự của họ.

### Nhật Bản phản công, tháng Tám 1942
Vào tháng Tám, Sư đoàn 48 Nhật Bản – chỉ huy bởi Trung tướng Yuitsu Tsuchihashi – bắt đầu hành quân từ Philippines đến Timor và đóng tại Kupang, Dili và Malacca, giải vây cho đơn vị của Ito. Tsuchihashi sau đó tiến hành của phản công quy mô lớn trong một cố gắng đẩy quân Úc về một góc bờ biển phía Nam hòn đảo. Các khối quân Nhật tiến về phía Nam – hai từ Dili và một từ Manatuto ở bờ biển phía Đông Bắc. Một đơn vị khác Đông tiến từ Timor thuộc Hà Lan để tấn công các vị trí Hà Lan ở trung tâm phía Nam hòn đảo. Cuộc tiến công kết thúc vào ngày 19 tháng Tám 1942 khi phần lớn lực lượng Nhật rút về Rabaul, nhưng lẽ ra sớm hơn họ đánh chiếm trung tâm Maubisse và cảng phía Nam Beco. Người Nhật cũng tuyển mộ được số lượng ấn tượng thường dân Timor, họ sẽ cung cấp tin tức tình báo về Đồng Minh. Trong lúc đó, vào cuối tháng Tám, một cuộc xung đột song song bắt đầu khi người dân Maubisse nổi dậy chống Bồ Đào Nha.
Trong tháng Chín, phần lớn quân Nhật thuộc Sư đoàn 48 bắt đầu đến để phụ trách chiến dịch. Người Úc cũng gửi lực lượng củng cố, trong đội hình 450 quân tinh nhuệ thuộc Đại đội độc lập 2/4th – được biết đến dưới tên "Lực lượng Lancer" đến Timor vào 23 tháng Chín. Tàu khu trục HMAS Voyager bị mắc cạn tại cảng phía Nam Betano khi cho quân đổ bộ và bị bỏ lại khi nó bị không kích. Thủy thủ đoàn được cứu an toàn bởi HMAS Kalgoorlie và Warrnambool vào ngày 25 tháng Chín và chiếc tàu bị hủy nổ sau đó.  Vào ngày 27, Nhật Bản cho một mũi thọc sâu từ Dili đến xác tàu Voyager, nhưng không thành công đáng kể.

### Úc triệt thoái, tháng Mười Hai 1942 – tháng Hai 1943
Vào cuối năm 1942, cơ hội để Đồng Minh tái chiếm đảo Timor đã trở nên xa vời, khi mà có tới 12.000 quân Nhật trên đảo và các biệt kích càng phải đụng độ nhiều hơn với địch quân. Các quan chức cao cấp của Australia ước tính rằng họ sẽ phải dùng tới 3 sư đoàn Đồng Minh với sự yểm trợ mạnh mẽ của không quân và hải quân để chiếm lại hòn đảo. Thực vậy, với nỗ lực của phía Nhật để làm mòn người Úc và tách họ khỏi sự hỗ trợ địa phương trở nên hiệu quả hơn, những người lính biệt kích thấy rằng hoạt động quân sự của họ trở nên ngày càng không vững vàng. Cũng giống như vậy, trong khi quân đội Australia phải tham gia những trận đánh ở New Guinea ngăn người Nhật đổ bộ với tổn thất nặng nề, các nguồn lực khi đó thật thiếu thốn để tiếp tục trận chiến ở Timor. Như vậy, từ đầu tháng Mười Hai, các hoạt động quân sự của Úc tại Timor khép lại dần.
Vào ngày 11-12 tháng Mười Hai năm 1942, những người còn lại của cái ban đầu là Lực lượng Chim sẻ - trừ một vài sĩ quan – được sơ tán cùng thường dân Bồ Đào Nha, bởi tàu khu trục Hà Lan HNLMS Tjerk Hiddes. Sau đó, trong tuần đầu tiên của tháng Một, quyết định sơ tán Lực lượng Lancer đã được đưa ra. Trong đêm mùng 9, rạng mùng 10 tháng Một năm 1943, phần lớn binh sĩ của 2/4th và 50 người Bồ Đào Nha được đón bởi tàu khu trục HMAS Arunta. Một nhóm tình báo nhỏ được biết đến dưới tên Lực lượng S được giữ lại, nhưng sự hiện diện của họ nhanh chóng bị người Nhật phát hiện. Bằng các thuyền kayak gấp, với phần còn lại của Lực lượng Lancer, Lực lượng S đã tới mũi cực Đông của đảo Timor, nơi mà Đơn vị Đặc biệt Z của Anh – Úc đang hoạt động. Họ được sơ tán bởi tàu ngầm USS Gudgeon của Mĩ vào 10 tháng Hai. Trong giai đoạn cuối cùng của trận đánh này, 40 biệt kích Úc đã chết, trong khi 1.500 lính Nhật được tin rằng đã tử trận.

## Kết cục
Nhìn vào tổng quan, trong khi chiến dịch ở Timor có giá trị chiến lược nhỏ, các biệt kích Australia đã ngăn chặn một sư đoàn đầy đủ của Nhật được sử dụng trong giai đoạn sớm hơn của Chiến dịch New Guinea, trong cùng thời gian gây ra một sự thiệt hại không cân xứng cho phía Nhật. Trái lại với các trận chiến ở Java, Ambon hay Rabaul, hoạt động của Australia ở Timor thành công hơn nhiều, tuy nó phần lớn được coi là cố gắng tượng trưng trước sức mạnh áp đảo của Nhật Bản. Nó chứng tỏ rằng trong tình huống không thuận lợi, chiến thuật phi quy ước có thể linh hoạt và kinh tế hơn các chiến thuật quy ước, khi mà tài nguyên không có sẵn cho phía Đồng Minh vào thời điểm đó. Trong thời gian chiến tranh,  nhiều người dân Timor chết do sự trả thù của Nhật Bản nhằm vào dân thường. Số lượng tử vong do chiến tranh của dân thường vào khoảng 40.000 đến 70.000.
Cuối cùng, Quân đội Nhật giữ quyền kiểm soát Timor đến tận khi họ đầu hàng tháng Chín năm 1945. Vào ngày 5 tháng Chín năm 1945, sĩ quan chỉ huy của Nhật gặp thống đốc Bồ Đào Nha tại Timor, trao lại quyền lực cho ông ta và để quân Nhật dưới quyền kiểm soát của người Bồ Đào Nha. Vào ngày 11 tháng Chín, Đơn vị Timor của Australia tới cảng Kupang và  chấp nhận sự đầu hàng của toàn bộ lực lượng Nhật Bản trên đảo từ quan chức cao cấp của Nhật tại đây, Đại tá Kaida Tatsuichi của Trung đoàn xe tăng số 4.